# Vandbygningsvæsenet
Vandbygningsvæsenet var en institution etableret i 1868 under Ministeriet for offentlige Arbejder, der administrerede en række statshavne og førte tilsyn med kommunale havne, byggede og førte tilsyn med havdiger, høfder og andre kystsikringsanlæg samt vedligeholdt en række offentlige sejlløb. Vandbygningsvæsenet blev nedlagt i 1973, hvorefter opgaverne blev fordelt på bl.a. Statshavnsadministrationen og Kystinspektoratet (nu Kystdirektoratet).